# Hadres
Hadres  är en ort och kommun  i Österrike. Den ligger i distriktet Hollabrunn i förbundslandet Niederösterreich, 60 kilometer norr om huvudstaden Wien.  Kommunen gränsar i norr mot Tjeckien.
Kommunen består av tre orter (Ortschaften) (inom parentes invånarantal 1 januari 2024):
- Hadres (701)
- Obritz (575)
- Untermarkersdorf (465)